# Herbert James Draper

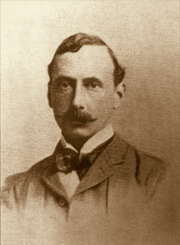
Herbert James Draper, ca. 1900

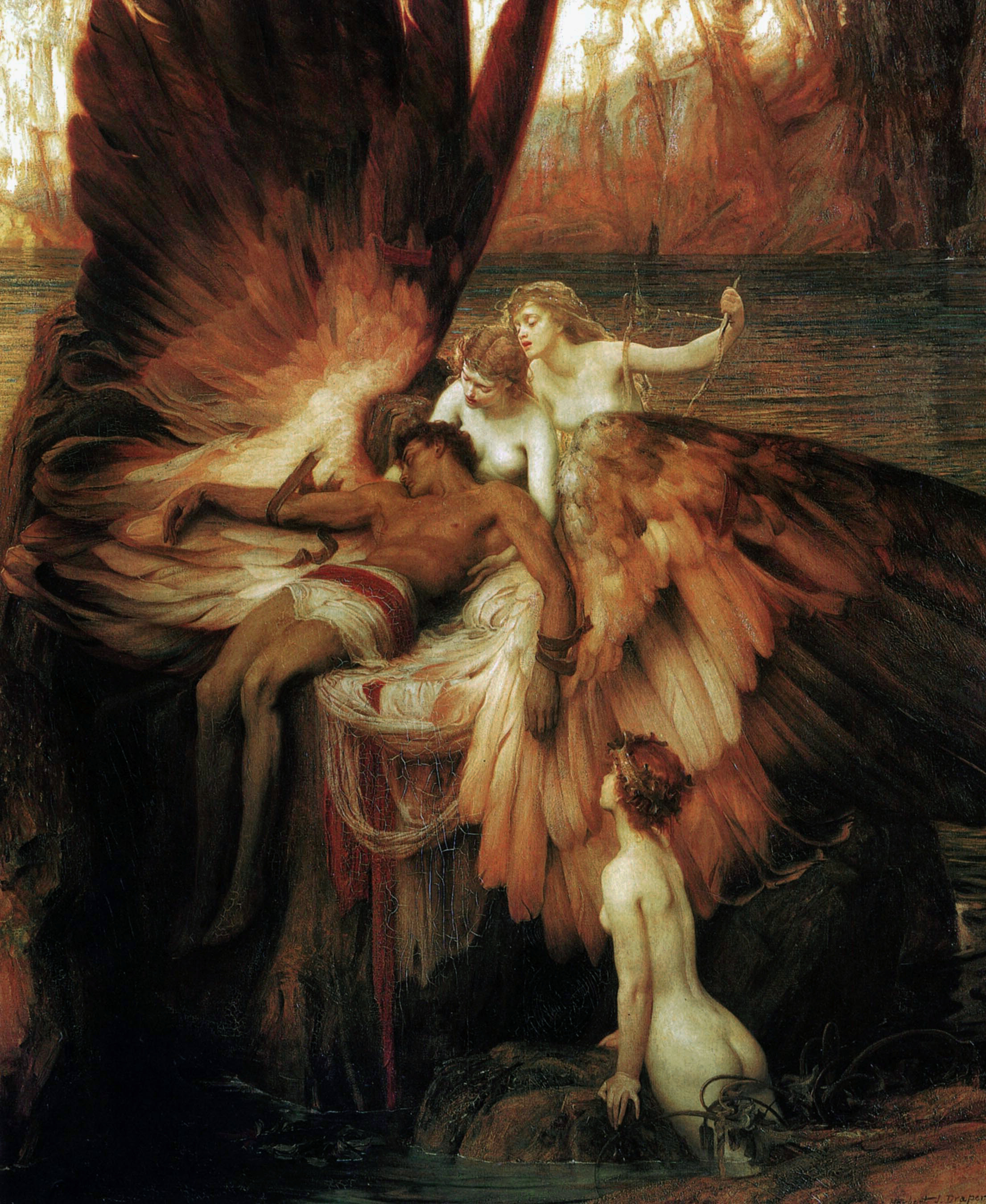
The Lament for Icarus, 1898

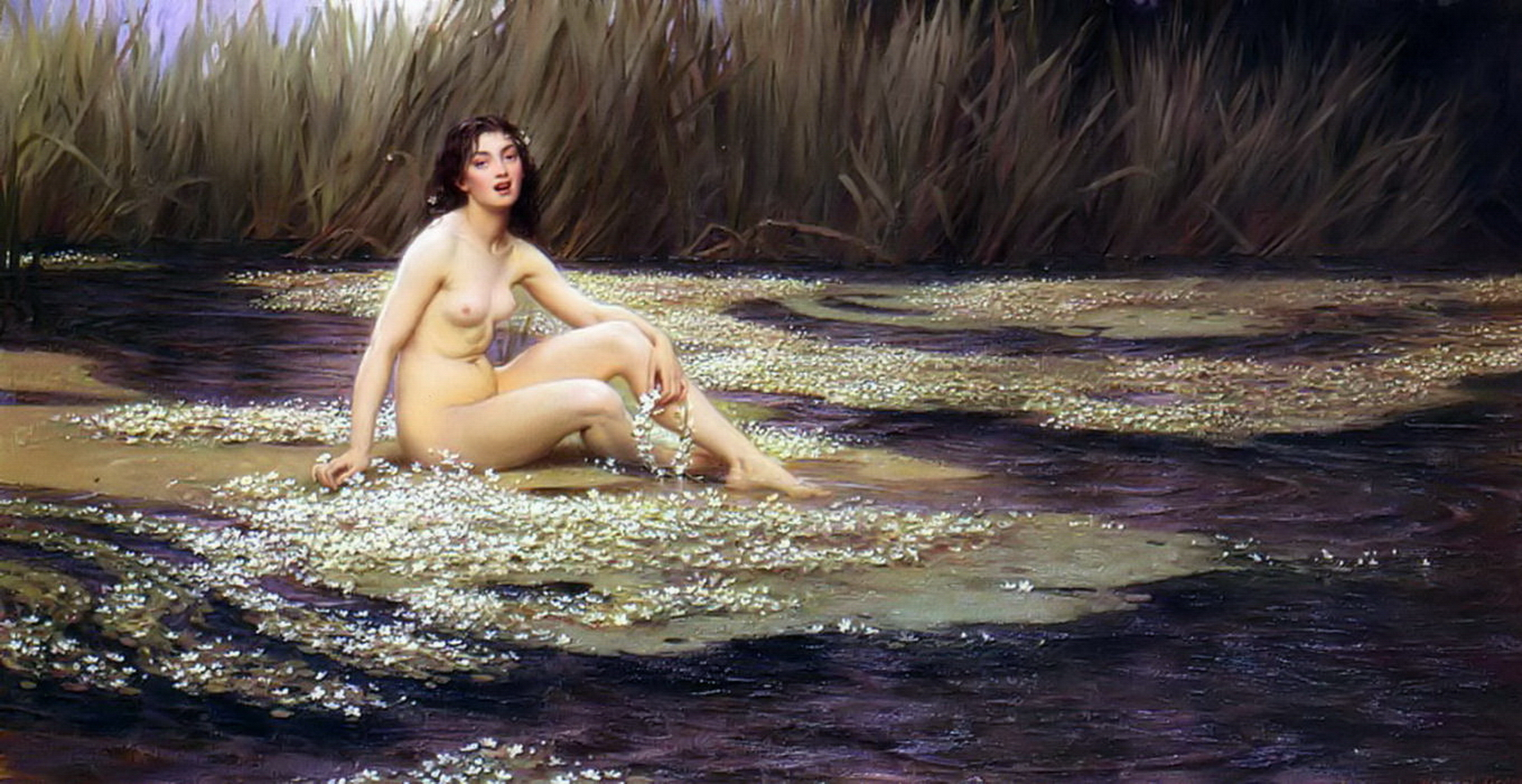
The Water nymph, 1908

Herbert James Draper (* 1863 in London; † 1920) war ein englischer Maler des Viktorianischen Zeitalters.

## Leben
Nach einer Ausbildung an der Royal Academy of Arts unternahm er in den Jahren 1888 bis 1892 mehrere Studienreisen nach Paris und Rom. In den 1890er Jahren arbeitete er nebenbei als Buchillustrator. 1891 heiratete er seine Frau Ida, mit der er eine Tochter hatte.
1894 begann Drapers Hauptschaffensperiode, in der er vor allem Themen aus der griechischen Mythologie großformatig malte. Sein 1898 geschaffenes Werk The Lament for Icarus wurde 1900 auf der Pariser Weltausstellung mit der Goldmedaille prämiert.
Obwohl Draper weder Mitglied noch Associate der Royal Academy war, war er ab 1887 bis kurz vor seinem Tod an den dortigen Ausstellungen jedes Jahr beteiligt. Zu Lebzeiten genoss Draper einen guten Ruf; nicht zuletzt auch als anspruchsvoller Porträtmaler. In seinen letzten Jahren verblasste sein Ruhm jedoch.